# Awake (canção de Godsmack)
"Awake" é o single principal do álbum de mesmo nome da banda de hard rock Godsmack. A música alcançou o primeiro lugar na parada Mainstream Rock e sexto lugar na parada Rock Moderno.

## Posições nasparadas
Single - Billboard (América do Norte)
| Ano  | Parada                 | Posição |
| ---- | ---------------------- | ------- |
| 2001 | Mainstream Rock Tracks | 1       |
| 2001 | Modern Rock Tracks     | 6       |
| 2001 | Billboard Hot 100      | 103     |